# Obszar zabudowany
- po lewej – D-42: oznaczenie początku odcinka drogi przebiegającego przez obszar zabudowany
- po prawej – D-43: oznaczenie końca odcinka drogi przebiegającego przez obszar zabudowany

Obszar zabudowany – obszar wzdłuż drogi, gdzie znajduje się zabudowa miejska, wiejska lub przemysłowa, w związku z czym panować może tu wzmożony ruch pieszych i pojazdów.
Polskie przepisy rozporządzenia ograniczają obszar zabudowany do występującej wzdłuż drogi zabudowy o charakterze mieszkalnym i występującym w związku z tym ruchem pieszych na drodze oraz do zabudowy o charakterze handlowo-usługowym (hurtownie, warsztaty, duże sklepy) na przedmieściach, ale tylko jeżeli występuje intensywny ruch pieszych w pobliżu drogi.

## Ustalenie granic obszaru zabudowanego
Znak D-42 powinien być umieszczony w pobliżu miejsca, w którym następuje wyraźna zmiana charakteru zagospodarowania otoczenia drogi. Znak D-42 powinien być powiązany z takimi elementami zagospodarowania drogi, jak:
- początek chodnika,
- wyjazdy bramowe z posesji,
- pas postojowy lub parking wyznaczony wzdłuż jezdni,
- skrzyżowanie.

Jako obszar zabudowany nie powinny być oznakowane miejsca, w których:
- zabudowa mieszkalna jest oddalona od drogi i nie jest z nią bezpośrednio związana,
- strefy przedmieść, w których zabudowa ma charakter handlowo-usługowy (hurtownie, warsztaty, duże sklepy), jeżeli nie wiąże się z nią intensywny ruch pieszych w pobliżu drogi,
- konieczność ograniczenia prędkości wynika jedynie z warunków geometrycznych i technicznych drogi,
- występujący ruch pieszych wynika jedynie z lokalizacji przystanku autobusowego, skrzyżowania dróg lub ma charakter sezonowy[1].

W pojedynczych przypadkach obszar zabudowany wyznaczany bywa jednak wbrew powyższym zasadom.
Na drogach przebiegających przez obszar zabudowany obowiązują pewne ograniczenia ruchu pojazdów, na ogół podobne (choć nieznacznie odmienne) w różnych krajach. Np. w Polsce na obszarze zabudowanym zakazane jest przekraczanie prędkości 50 km/h, z wyjątkiem odcinków dróg na których podwyższono ograniczenie za pomocą znaku B-33.
Ograniczenie prędkości może być zmienione na całym obszarze terenu zabudowanego poprzez umieszczenie znaku ograniczenia prędkości B-33 bezpośrednio pod tablicą D-42.
W październiku 2021 roku Parlament Europejski przytłaczającą większością głosów przyjął rezolucję wzywającą kraje UE do ustanowienia 30 km/h jako standardowego ograniczenia prędkości w obszarach zabudowanych. Europosłowie zwrócili uwagę na już istniejące ograniczenia prędkości do 30 km/h na większości sieci drogowej miast Europy zachodniej. Rezolucja mówi też o możliwości ustalania wyższego limitu prędkości na głównych drogach przelotowych.
Zgodnie z polską definicją kodeksową początek odcinka drogi przebiegającej przez obszar zabudowany oznaczony być musi znakiem informacyjnym D-42, a koniec takiego odcinka – znakiem D-43. W latach 1984–2005 teren zabudowany zaczynał się w miejscu, gdzie ustawiona była tablica informacyjna z nazwą miejscowości, a kończył tam, gdzie ustawiony był znak końca miejscowości. Jeszcze starsze zasady, obowiązujące do końca 1983 roku i uwiecznione w filmie Miś w scenach z milicjantem Szczupakiem, który zatrzymuje kierowców do kontroli w pobliżu makiet domów, definiowały obszar zabudowany jako teren o zabudowie ciągłej lub skupionej nadającej drodze charakter ulicy oraz taki, na którym znajdowały się co najmniej trzy zabudowania w odległości nie większej, niż 15 metrów od drogi. Do 2004 roku maksymalna dopuszczalna prędkość na obszarze zabudowanym wynosiła 60 km/h przez całą dobę, następnie w latach 2004–2021 stanowiła 50 km/h w godz. 5–23 oraz 60 km/h w godz. 23–5.
Obszar zabudowany nie powinien być mylony ze strefą zamieszkania (oznaczaną znakami D-40 i D-41), na której zgodnie z Kodeksem drogowym obowiązują jeszcze większe obostrzenia w ruchu pojazdów, ani ze strefą ograniczonej prędkości (oznaczaną znakami B-43 i B-44).